# Orthetrum monardi
Orthetrum monardi là một loài chuồn chuồn ngô thuộc họ Libellulidae. Nó được tìm thấy ở Angola, Bénin, Burkina Faso, Cameroon, Cộng hòa Trung Phi, Cộng hòa Congo, Bờ Biển Ngà, Ethiopia, Gambia, Ghana, Guinea, Guinea-Bissau, Kenya, Nigeria, Sierra Leone, Tanzania, Uganda, và Zambia. Môi trường sống tự nhiên của chúng là đầm lầy nhiệt đới hoặc cận nhiệt đới.